# الأشهب بن رميلة التميمي
أَبُو ثَوْرٍ الأَشْهَبُ بْنُ ثَوْرٍ بْنِ أَبِي حَارِثَةَ النَّهْشَلِي الدَّارِمِي التَّمِيمِي (10 ق هـ - 90 هـ / 612م - 708م) شاعر مخضرم من سادات العرب أدرك الجاهلية والإسلام، وهو معدود في التابعين، وكان من فرسان العرب المشهورين في زمانه، وكان له إخوة رباب وحجناء وسويبط وكانوا جميعاً من فرسان العرب قال ابن حجر العسقلاني: «ولدت رميلة لثور بن أبي حارثة في الجاهلية الأشهب ورباب وحجناء وسويد، وكانوا أشد إخوة في العرب لساناً ويداً ومنعة، ثم أدركوا الإسلام فأسلموا، وكثرت أموالهم وعزوا، حتى كانوا إذا وردوا ماء من مياه الصمان منعوا الناس أن يردوه». وجعله ابن سلام الجمحي في الطبقة الرابعة من طبقات فحول شعراء الإسلام. وكان الأشهب يهجو غالب بن صعصعة أبو الفرزدق فهجاه الفرزدق وغلبه في الشعر. وذكر المرزباني أنه بقي حتى أيام الوليد بن عبد الملك ووفد عليه.

## نسبه
هو الأشهب بن ثور بن أبي حارثة بن عبد المنذر بن جندل بن نهشل بن دارم بن مالك بن حنظلة بن مالك بن زيد مناة بن تميم بن مر بن إد بن طابخة بن إلياس بن مضر بن نزار بن معد بن عدنان النهشلي الدارمي الحنظلي التميمي.

## عز بنو ثور
ورميلة ام الأشهب واليها ينسبون فولدت لثور بن أبي حارثة أربعة نفر وهم: 
- رباب
- حجناء
- الأشهب
- سويد

فكانوا من أشد إخوة في العرب لسانا ويدا وأمنعهم جانبا وكثرت أموالهم في الإسلام وكان أبوهم ثور ابتاع رميلة في الجاهلية وولدتهم في الجاهلية فعزوا عزا عظيما حتى كانوا إذا وردوا ماء من مياه الصمان حظروا على الناس ما يريدون منه وكانت لرميلة قطيفة حمراء فكانوا يأخذون الهدب من تلك القطيفة فيلقونه على الماء أي قد سبقنا إلى هذا فلا يرده أحد لعزهم فيأخذون من الماء ما يحتاجون إليه ويدعون ما يستغنون عنه.

## من شعره
قال يمدح بني نهشل بن دارم ويرثي من قتل منهم معركة فلج ويذكر بأسهم:
وقال يرثي أخوه رباب بن رميلة النهشلي:
وهو القائل:

## وصلات خارجية
ديوان:الأشهب بن رميلة